# President's Cup 1973
De President's Cup 1973 (officiële naam President's Cup Football Tournament) was de 3e editie van de President's Cup, later Korea Cup genoemd. Het toernooi werd gehouden van 20 tot en met 30 september in Zuid-Korea. Aan het toernooi deden 6 landen mee. Birma en de Khmerrepubliek werden samen kampioen, in de finale versloegen eindigde de wedstrijd in  0–0. Zuid-Korea werd derde.

## Groepsfase

### Groep 1
| Pos | Land           | Wed | Win | Gel | Ver | DV | DT | +/− | Pnt |
| --- | -------------- | --- | --- | --- | --- | -- | -- | --- | --- |
| 1   | Zuid-Korea     | 2   | 2   | 0   | 0   | 9  | 1  | +8  | 4   |
| 2   | Khmerrepubliek | 2   | 1   | 0   | 1   | 3  | 8  | –5  | 2   |
| 3   | Indonesië      | 2   | 0   | 0   | 2   | 3  | 6  | –3  | 0   |

|                                      |                                                                                   |       |                |                      |
| 22 september 1973 «onderlinge duels» | Zuid-Korea                                                                        | 6 – 0 | Khmerrepubliek | Seoul Stadion, Seoul |
| 22 september 1973 «onderlinge duels» | Kim Jin-Kuk 5', 25' Cha Bum-kun 13', 32' Kim Jae-Han 53' Park Li-Cheon 72' (pen.) |       |                | Seoul Stadion, Seoul |

|                                      |                                      |       |                 |                      |
| 24 september 1973 «onderlinge duels» | Zuid-Korea                           | 3 – 1 | Indonesië       | Seoul Stadion, Seoul |
| 24 september 1973 «onderlinge duels» | Kim Jae-Han 11', 79' Kim Jin-Kuk 73' |       | Abdul Kadir 21' | Seoul Stadion, Seoul |

|                                      |                                  |       |                                        |                      |
| 26 september 1973 «onderlinge duels» | Indonesië                        | 2 – 3 | Khmerrepubliek                         | Seoul Stadion, Seoul |
| 26 september 1973 «onderlinge duels» | Anjas Asmara 12' Abdul Kadir 89' |       | Se Cheng An 47', 57' Chin Cheng Se 59' | Seoul Stadion, Seoul |

### Groep 2
| Pos | Land     | Wed | Win | Gel | Ver | DV | DT | +/− | Pnt |
| --- | -------- | --- | --- | --- | --- | -- | -- | --- | --- |
| 1   | Maleisië | 2   | 2   | 0   | 0   | 8  | 2  | +2  | 4   |
| 2   | Birma    | 2   | 0   | 1   | 1   | 3  | 5  | –2  | 1   |
| 3   | Thailand | 2   | 0   | 1   | 1   | 3  | 7  | –4  | 1   |

|                                      |                                             |       |                           |                      |
| 22 september 1973 «onderlinge duels» | Birma                                       | 2 – 2 | Thailand                  | Seoul Stadion, Seoul |
| 22 september 1973 «onderlinge duels» | Win Lay Sein 21' Maung Tin Maung 74' (pen.) |       | Sudhta 34' Niwatana S 86' | Seoul Stadion, Seoul |

|                                      |                       |       |                                                                              |                      |
| 24 september 1973 «onderlinge duels» | Thailand              | 1 – 5 | Maleisië                                                                     | Seoul Stadion, Seoul |
| 24 september 1973 «onderlinge duels» | Manus Ratanatisoi 12' |       | Wong Choon Wah 1', 66' Afandi Yusop 3' Mokhtar Dahari 81' Abdullah Rahim 89' | Seoul Stadion, Seoul |

|                                      |               |       |                         |                      |
| 26 september 1973 «onderlinge duels» | Birma         | 1 – 3 | Maleisië                | Seoul Stadion, Seoul |
| 26 september 1973 «onderlinge duels» | Maung Win 58' |       | Bisbanatan 8', 52', 68' | Seoul Stadion, Seoul |

## Knock-outfase
|  | Halve finale   | Halve finale   |   |              | Finale       | Finale |
|  |                |                |   |              |              |        |
|  | 28 september   |                |   |              |              |        |
|  | Zuid-Korea     | 0              |   |              |              |        |
|  | Birma          | 1              |   |              |              |        |
|  |                |                |   |              |              |        |
|  |                |                |   |              | 30 september |        |
|  |                |                |   |              | Birma        | 0      |
|  |                | Khmerrepubliek | 0 |              |              |        |
|  |                |                |   |              |              |        |
|  |                |                |   |              | Derde plaats |        |
|  | 28 september   | 28 september   |   | 30 september | 30 september |        |
|  | Maleisië       | 0              |   | Zuid-Korea   | 2            |        |
|  | Khmerrepubliek | 2              |   |              | Maleisië     | 0      |

### Halve finale
|                                      |            |                   |       |                      |
| 28 september 1973 «onderlinge duels» | Zuid-Korea | 0 – 1             | Birma | Seoul Stadion, Seoul |
| 28 september 1973 «onderlinge duels» |            | Maung Tin Win 30' |       | Seoul Stadion, Seoul |

|                                      |          |                                    |                |                      |
| 28 september 1973 «onderlinge duels» | Maleisië | 0 – 2                              | Khmerrepubliek | Seoul Stadion, Seoul |
| 28 september 1973 «onderlinge duels» |          | Tambiraja 63' (e.d.) Doirsocom 89' |                | Seoul Stadion, Seoul |

### Troostfinale
|                                      |                                   |       |          |                      |
| 30 september 1973 «onderlinge duels» | Zuid-Korea                        | 2 – 0 | Maleisië | Seoul Stadion, Seoul |
| 30 september 1973 «onderlinge duels» | Cha Bum-kun 14' Kang Tae-Hyun 70' |       |          | Seoul Stadion, Seoul |

### Finale
|                                      |       |              |                |                      |
| 30 september 1973 «onderlinge duels» | Birma | 0 – 0 (n.v.) | Khmerrepubliek | Seoul Stadion, Seoul |
| 30 september 1973 «onderlinge duels» |       |              |                | Seoul Stadion, Seoul |

| Winnaar President's Cup 1973 |
| ---------------------------- |
|                              |
| Khmerrepubliek 1e titel      |

| Winnaar President's Cup 1973 |
| ---------------------------- |
|                              |
| Birma 3e titel               |